# Promozione Emilia-Romagna 1975-1976
Nella stagione 1975-1976 la Promozione era il quinto livello del calcio italiano (il massimo livello regionale). Qui vi sono le statistiche relative al campionato in Emilia-Romagna.
Il campionato è strutturato in vari gironi all'italiana su base regionale, gestiti dai Comitati Regionali di competenza. Promozioni alla categoria superiore e retrocessioni in quella inferiore non erano sempre omogenee; erano quantificate all'inizio del campionato dal Comitato Regionale secondo le direttive stabilite dalla Lega Nazionale Dilettanti, ma flessibili, in relazione al numero delle società retrocesse dal Campionato Interregionale e perciò, a seconda delle varie situazioni regionali, la fine del campionato poteva avere degli spareggi sia di promozione che di retrocessione.

## Girone A

### Squadre partecipanti
| Squadra                   | Città (provincia)              |
| ------------------------- | ------------------------------ |
| U.S. Alfonsinese          | Alfonsine (RA)                 |
| U.S. Altedo               | Altedo (BO)                    |
| S.P. Argentana            | Argenta (FE)                   |
| A.C. Bellaria Igea Marina | Bellaria (FO)                  |
| A.G.C.. Budrio            | Budrio (BO)                    |
| S.S. Casalecchio          | Casalecchio di Reno (BO)       |
| A.S. Cervia               | Cervia (RA)                    |
| U.S. Cesenatico           | Cesenatico (FO)                |
| C.A. Faenza Sez.Calcio    | Faenza (RA)                    |
| A.C. Forlimpopoli         | Forlimpopoli (FO)              |
| A.S. Minerbio             | Minerbio (BO)                  |
| Pol. Molinella            | Molinella (BO)                 |
| Pol. Portuense            | Portomaggiore (FE)             |
| S.C. Progresso            | Castel Maggiore (BO)           |
| San Marino Calcio         | Repubblica di San Marino (RSM) |
| A.S. Santarcangiolese     | Santarcangelo di Romagna (FO)  |

### Classifica finale
|  | Pos. | Squadra              | Pt | G  | V  | N  | P  | GF | GS | DR  |
|  | ---- | -------------------- | -- | -- | -- | -- | -- | -- | -- | --- |
|  | 1.   | Bellaria Igea Marina | 46 | 30 | 19 | 8  | 3  | 52 | 17 | +35 |
|  | 2.   | Forlimpopoli         | 45 | 30 | 17 | 11 | 2  | 49 | 17 | +32 |
|  | 3.   | Cesenatico           | 38 | 30 | 15 | 8  | 7  | 47 | 28 | +19 |
|  | 4.   | Cervia               | 36 | 30 | 13 | 10 | 7  | 41 | 24 | +17 |
|  | 5.   | Molinella            | 35 | 30 | 13 | 9  | 8  | 37 | 20 | +17 |
|  | 6.   | Faenza               | 32 | 30 | 9  | 14 | 7  | 37 | 28 | +9  |
|  | 7.   | Argentana            | 32 | 30 | 9  | 14 | 7  | 31 | 29 | +2  |
|  | 8.   | Budrio               | 30 | 30 | 9  | 12 | 9  | 32 | 29 | +3  |
|  | 9.   | Portuense            | 29 | 30 | 6  | 17 | 7  | 22 | 25 | -3  |
|  | 10.  | Minerbio             | 26 | 30 | 7  | 12 | 11 | 24 | 33 | -9  |
|  | 11.  | Casalecchio          | 25 | 30 | 8  | 9  | 13 | 27 | 38 | -11 |
|  | 12.  | Santarcangiolese     | 23 | 30 | 6  | 11 | 13 | 34 | 39 | -5  |
|  | 13.  | Altedo               | 23 | 30 | 6  | 11 | 13 | 18 | 46 | -28 |
|  | 14.  | San Marino           | 20 | 30 | 4  | 12 | 14 | 18 | 32 | -14 |
|  | 15.  | Progresso            | 20 | 30 | 4  | 12 | 14 | 23 | 52 | -29 |
|  | 16.  | Alfonsine            | 20 | 30 | 5  | 10 | 15 | 20 | 55 | -35 |

## Girone B

### Squadre partecipanti
| Squadra                              | Città (provincia)          |
| ------------------------------------ | -------------------------- |
| Pol. Astra Noceto                    | Noceto (PR)                |
| U.S. Brescello                       | Brescello (RE)             |
| A.C. Correggese                      | Correggio (RE)             |
| Pol. Assicurazioni Unipol Crevalcore | Crevalcore (BO)            |
| F.C. Finale                          | Finale Emilia (MO)         |
| A.S. Guastalla                       | Guastalla (RE)             |
| G.S. Industrie Felino                | Felino (PR)                |
| A.S. Langhiranese                    | Langhirano (PR)            |
| U.S. Mirandolese                     | Mirandola (MO)             |
| S.S. Navobi Gonzaga                  | Gonzaga (MN)               |
| Pol. Pro Patria San Felice           | San Felice sul Panaro (MO) |
| U.S. Reggiolo                        | Reggiolo (RE)              |
| A.C. Sala Baganza                    | Sala Baganza (PR)          |
| A.C. San Secondo                     | San Secondo Parmense (PR)  |
| S.S. Sustinente                      | Sustinente (MN)            |
| F.C. Valtarese Calcio                | Borgo Val di Taro (PR)     |

### Classifica finale
|  | Pos. | Squadra               | Pt | G  | V  | N  | P  | GF | GS | DR  |
|  | ---- | --------------------- | -- | -- | -- | -- | -- | -- | -- | --- |
|  | 1.   | Pro Patria San Felice | 44 | 30 | 18 | 8  | 4  | 56 | 21 | +35 |
|  | 2.   | Mirandolese           | 44 | 30 | 18 | 8  | 4  | 42 | 21 | +21 |
|  | 3.   | Langhiranese          | 41 | 30 | 15 | 11 | 4  | 37 | 22 | +15 |
|  | 4.   | San Secondo Parmense  | 40 | 30 | 16 | 8  | 6  | 43 | 22 | +21 |
|  | 5.   | Reggiolo              | 37 | 30 | 13 | 11 | 6  | 42 | 31 | +11 |
|  | 6.   | Brescello             | 35 | 30 | 11 | 13 | 6  | 33 | 31 | +2  |
|  | 7.   | Finale                | 33 | 30 | 10 | 13 | 7  | 43 | 34 | +9  |
|  | 8.   | Correggese            | 29 | 30 | 7  | 15 | 8  | 28 | 41 | -13 |
|  | 9.   | Astra Noceto          | 28 | 30 | 7  | 14 | 9  | 31 | 38 | -7  |
|  | 10.  | Crevalcore            | 25 | 30 | 8  | 9  | 13 | 30 | 41 | -11 |
|  | 11.  | Navobi Gonzaga        | 25 | 30 | 6  | 13 | 11 | 34 | 42 | -8  |
|  | 12.  | Sala Baganza          | 23 | 30 | 5  | 13 | 12 | 34 | 44 | -10 |
|  | 13.  | Valtarese             | 23 | 30 | 5  | 13 | 12 | 19 | 36 | -17 |
|  | 14.  | Industrie Felino      | 22 | 30 | 5  | 12 | 13 | 25 | 38 | -13 |
|  | 15.  | Sustinente            | 19 | 30 | 6  | 7  | 17 | 26 | 47 | -21 |
|  | 16.  | Guastalla             | 12 | 30 | 3  | 6  | 21 | 31 | 45 | -14 |

Verdetti
- Spareggio per il primo posto in classifica e promozione in Serie D:
  - a Modena il 17-06-1976: Pro Patria San Felice-Mirandolese 2-0.
- La Pro Patria San Felice è promossa in Serie D.